# Antonio Fuoco
Antonio Fuoco (Cosenza, 1996. május 20. –) olasz autóversenyző, a Ferrari Formula–1-es csapatának szimulátorosa.

## Pályafutása

### Gokart
Fuoco Cosenza városában született, Olaszországban és négy éves korában kezdett el gokartozni. 2011-ben megnyerte a WSK Master Series KF3 kategóriáját, majd 2012-ben ezüstérmes lett a Gokart Európa-bajnokságon a KF2-esek között.

### Formula Renault
2013-ban váltott együléses autóversenyzésre, ahol Formula Renault 2.0 Alps szériában állt rajthoz a Prema Juniorcsapatában és első évében rögtön bajnoki címet szerzett. Ugyanebben az évben a Formula Renault 2.0 Európa-kupa legendás, Circuit de Spa-Francorchamps-i futamán szabadkártyásként vett részt.

### Formula–3
2014-re a Formula–3 Európa-bajnokság mezőnyébe került, folytatva együttműködését a Prema Powerteammel. A 33 futamból tízszer végzett a legjobb három között, ebből kétszer is győzedelmeskedett, egyszer Silverstone-ban, majd a Red Bull Ringen, ami az összett 5. pozícióhoz volt elegendő.

### GP3
2015. január 23-án bejelentésre került, hogy a Formula–1 második számú utánpótlás sorozatában, a GP3-ban folytatja pályafutását a Carlin gárdájával. Két dobogót is szerzett, azonban voltak olyan fordulók, ahol kiesett vagy a pontszerzőkön kívül zárt.
2016 februárjában a Carlin kiszállt a bajnokságból, ezt követően a Trident szerződtette. Két futamgyőzelmet ünnepelhetett és a szezon végi összetettben a 3. helyen rangsorolták 157 ponttal.

### Formula–2
2017-re az újjáalakult FIA Formula–2 bajnokságba igazolt, visszatérve a Premához, szintén egy Ferrari által támogatott pilóta, Charles Leclerc mellé. 2017. szeptember 2-án az idény egyik legkaotikusabb futamán, hazai pályáján, Monzában első győzelmét ünnepelhette a szériában.

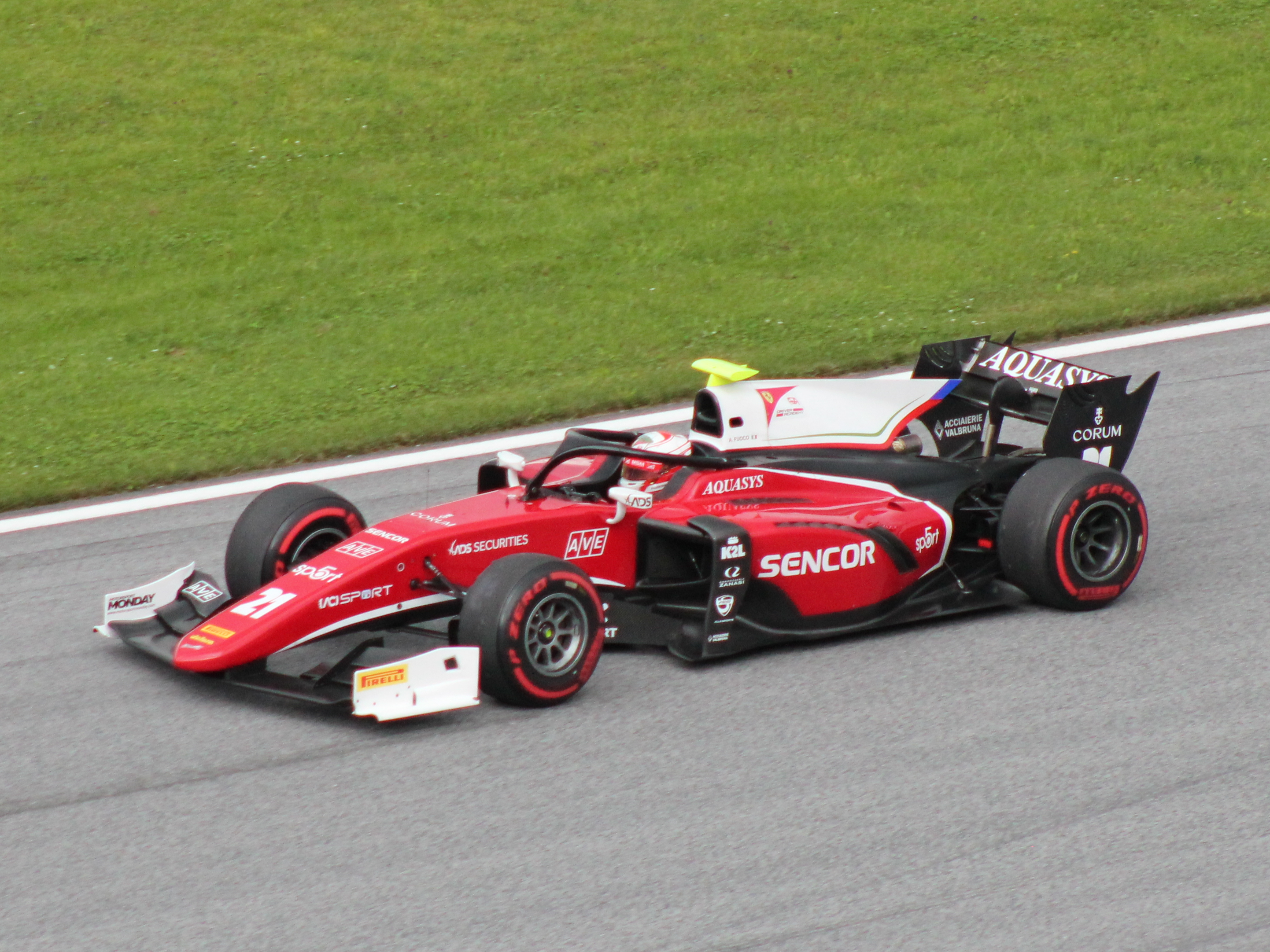
Fuoco 2018-ban.

2017 decemberében az újonc cseh Charouz Racing System jelentette be leigazolását 2018-ra, Louis Delétrazéval együtt. Bakuban az időmérőn megfutotta a legjobb időt, a versenyen 5 körrel a vége előtt még vezetett, azonban a leintéskor 3. helyen futott be. A sprintfutamon elektromos problémák miatt nem tudott indulni. Monacóban a fordított rajtrács következtében a pole-pozícióból kezdve nyert. Szeptember 1-jén Monzában utólag kizárták a végeredményből, mivel megállapították, hogy szabálytalan gázkart használt, amivel technikai szabálysértést követett el. A kiírás szezonbéli utolsó versenyét is győzelemmel zárta, Abu-Dzabiban.

### Formula–1
2015. június 23-án vezetett először Formula–1-es autót a 2015-ös osztrák nagydíj utáni kétnapos teszten. 2019. január 19-én, miután Mick Schumachert felvették a Ferrari versenyzői akadémiájára, azzal együtt azt is megerősítették, hogy Fuoco már nem tagja, hanem a Ferrari hivatalos szimulátor pilótája lett.
2020 decemberében Robert Svarcman mellett pályára gurult a 2020-as évad utáni fiatalok tesztjén Abu-dzabiban.

### Formula–E
2018 őszén a Dragon Racing nevezte a 2018–19-es Formula–E szezonelőtti tesztjére a spanyolországi Valenciába. 2019 januárjában Marrákesben ült ismét a volán mögé a fiatalok tesztjén, ahol az összetett 3. legjobb időt produkálta az Audis Nico Müller és James Rossiter mögött.

### Sportautózás
2019-ben megnyerte az Olasz GT-bajnokság Pro-Am kategóriáját, majd egy évvel később az Olasz GT Endurance-bajnoki kupáját is elhódította. A 2021-es WEC-szezonban a Ferrari által felügyelt Cetilar Racing versenyzője lett a GT Amatőrök között. A 2021-es Le Mans-i 24 óráson, éjjel 11 órakor egyik csapattársa ütközött a falnak, ami miatt kiestek.
2022-re felkerült a gyári AF Corse-hoz, Miguel Molina mellé a Profi kategóriába. A hat futamból, négy dobogót és egy győzelmet értek el a szezonzáró bahreini 8 óráson a kategóriában. Ezt követően az LMGTE osztály megszűnt.
2023-ban helyet kapott az AF Corse Ferrari vadonatúj, gyári Hypercar-programjában Molinával és Nicklas Nielsennel a Ferrari 499P volánja mögött. A Sebringi 1000 mérföldes nyitófordulón Fuoco megszerezte a márka első pole-pozícióját. Júniusban, a 100. évfordulós Le Mans-i 24 óráson ismételten ő volt a leggyorsabb a kvalifikáción, rajtelsőséget szerezve a legendás viadalra. A futamon a 4. helyen értek célba, miközben a testvérautó győzedelmeskedett. A szezont a főkategória 3. helyén zárták 120 ponttal.
A 2024-es Le Mans-i 24 órás versenyt megnyerte a Ferrari AF Corse csapatának 50-es rajtszámú autójával, a Hypercar kategóriában. Csapattársai az előző évhez hasonlóan Miguel Molina és Nicklas Nielsen voltak.

## Eredményei

### Karrier összefoglaló
| Szezon  | Bajnokság                       | Csapat                | Verseny          | Győzelem         | Pole             | Leggyorsabb kör  | Dobogó           | Pont             | Helyezés         |
| ------- | ------------------------------- | --------------------- | ---------------- | ---------------- | ---------------- | ---------------- | ---------------- | ---------------- | ---------------- |
| 2013    | Formula Renault 2.0 Alps        | Prema Junior          | 14               | 6                | 5                | 5                | 11               | 245              | 1.               |
| 2013    | Formula Renault 2.0 Európa-kupa | Prema Powerteam       | 2                | 0                | 1                | 0                | 0                | —                | HN‡              |
| 2014    | Formula–3 Európa-bajnokság      | Prema Powerteam       | 32               | 2                | 0                | 2                | 10               | 255              | 5.               |
| 2014    | Florida Winter Series           |                       | 12               | 4                | 3                | 3                | 7                | —                | 1.               |
| 2015    | GP3                             | Carlin                | 18               | 0                | 0                | 0                | 2                | 88               | 6.               |
| 2015    | Formula–1                       | Scuderia Ferrari      | Fejlesztőpilóta  | Fejlesztőpilóta  | Fejlesztőpilóta  | Fejlesztőpilóta  | Fejlesztőpilóta  | Fejlesztőpilóta  | Fejlesztőpilóta  |
| 2016    | GP3                             | Trident               | 18               | 2                | 0                | 0                | 8                | 157              | 3.               |
| 2016    | Formula–1                       | Scuderia Ferrari      | Fejlesztőpilóta  | Fejlesztőpilóta  | Fejlesztőpilóta  | Fejlesztőpilóta  | Fejlesztőpilóta  | Fejlesztőpilóta  | Fejlesztőpilóta  |
| 2017    | Formula–2                       | Prema Racing          | 22               | 1                | 0                | 1                | 5                | 98               | 8.               |
| 2018    | Formula–2                       | Charouz Racing System | 23               | 2                | 0                | 1                | 6                | 141              | 7.               |
| 2019    | Olasz GT-bajnokság – Pro-Am     | AF Corse              | 8                | 6                | 4                | 3                | 7                | 120              | 1.               |
| 2019    | Formula–1                       | Scuderia Ferrari      | Fejlesztőpilóta  | Fejlesztőpilóta  | Fejlesztőpilóta  | Fejlesztőpilóta  | Fejlesztőpilóta  | Fejlesztőpilóta  | Fejlesztőpilóta  |
| 2019–20 | Ázsiai Le Mans-széria - GT      | CarGuy Racing         | 1                | 0                | 0                | 0                | 0                | 10               | 16.              |
| 2020    | GT Európa Endurance-kupa        | SMP Racing            | 1                | 0                | 1                | 0                | 0                | 7                | 20.              |
| 2020    | Olasz GT Endurance-bajnokság    | AF Corse              | 4                | 2                | 1                | 1                | 2                | 120              | 1.               |
| 2020    | Formula–1                       | Scuderia Ferrari      | Szimulátorpilóta | Szimulátorpilóta | Szimulátorpilóta | Szimulátorpilóta | Szimulátorpilóta | Szimulátorpilóta | Szimulátorpilóta |
| 2021    | WEC                             | Cetilar Racing        | 6                | 1                | 1                | 1                | 2                | 75               | 5.               |
| 2021    | GT Európa Endurance-kupa        | Iron Lynx             | 5                | 0                | 0                | 1                | 0                | 27               | 11.              |
| 2021    | Formula–1                       | Scuderia Ferrari      | Szimulátorpilóta | Szimulátorpilóta | Szimulátorpilóta | Szimulátorpilóta | Szimulátorpilóta | Szimulátorpilóta | Szimulátorpilóta |
| 2022    | WEC                             | AF Corse              | 6                | 1                | 0                | 1                | 5                | 131              | 3.               |
| 2022    | GT Európa Endurance-kupa        | Iron Lynx             | 5                | 1                | 2                | 0                | 3                | 87               | 2.               |
| 2022    | Formula–1                       | Scuderia Ferrari      | Szimulátorpilóta | Szimulátorpilóta | Szimulátorpilóta | Szimulátorpilóta | Szimulátorpilóta | Szimulátorpilóta | Szimulátorpilóta |
| 2023    | WEC                             | Ferrari AF Corse      | 7                | 0                | 2                | 1                | 4                | 120              | 3.               |
| 2023    | GT Európa Endurance-kupa        | AF Corse              | 5                | 0                | 0                | 0                | 1                | 33               | 9.               |
| 2023    | Formula–1                       | Scuderia Ferrari      | Szimulátorpilóta | Szimulátorpilóta | Szimulátorpilóta | Szimulátorpilóta | Szimulátorpilóta | Szimulátorpilóta | Szimulátorpilóta |
| 2024    | WEC                             | Ferrari AF Corse      | 0                | 0                | 0                | 0                | 0                | 0                | —                |
| 2024    | Formula–1                       | Scuderia Ferrari      | Szimulátorpilóta | Szimulátorpilóta | Szimulátorpilóta | Szimulátorpilóta | Szimulátorpilóta | Szimulátorpilóta | Szimulátorpilóta |

* A szezon jelenleg is zajlik.
‡ Mivel Fuoco vendégpilóta volt, ezért nem részesült bajnoki pontokban.

### Teljes Formula–3 Európa-bajnokság eredménysorozata
(Táblázat értelmezése)

(Félkövér: pole-pozícióból indult; dőlt: leggyorsabb kört futott) 

| Év   | Csapat          | 1       | 2       | 3       | 4         | 5         | 6      | 7        | 8         | 9        | 10       | 11    | 12      | 13      | 14       | 15       | 16       | 17      | 18      | 19      | 20    | 21    | 22      | 23      | 24       | 25      | 26      | 27      | 28       | 29       | 30      | 31        | 32         | 33        | Helyezés | Pont |
| ---- | --------------- | ------- | ------- | ------- | --------- | --------- | ------ | -------- | --------- | -------- | -------- | ----- | ------- | ------- | -------- | -------- | -------- | ------- | ------- | ------- | ----- | ----- | ------- | ------- | -------- | ------- | ------- | ------- | -------- | -------- | ------- | --------- | ---------- | --------- | -------- | ---- |
| 2014 | Prema Powerteam | SIL 1 4 | SIL 2 3 | SIL 3 1 | HOC1 1 11 | HOC1 2 Ki | HOC1 3 | PAU 1 17 | PAU 2 19† | PAU 3 11 | HUN 1 19 | HUN 2 | HUN 3 2 | SPA 1 5 | SPA 2 Ki | SPA 3 16 | NOR 1 Ki | NOR 2 7 | NOR 3 9 | MSC 1 6 | MSC 2 | MSC 3 | RBR 1 6 | RBR 2 1 | RBR 3 19 | NÜR 1 2 | NÜR 2 4 | NÜR 3 4 | IMO 1 16 | IMO 2 25 | IMO 3 2 | HOC2 1 14 | HOC2 2 Kiz | HOC2 3 Ni | 5.       | 255  |

### Teljes GP3-as eredménylistája
(Táblázat értelmezése)

(Félkövér: pole-pozícióból indult; dőlt: leggyorsabb kört futott) 

| Év   | Csapat  | 1         | 2         | 3         | 4          | 5          | 6          | 7         | 8          | 9         | 10          | 11         | 12         | 13        | 14        | 15        | 16         | 17         | 18         | Helyezés | Pont |
| ---- | ------- | --------- | --------- | --------- | ---------- | ---------- | ---------- | --------- | ---------- | --------- | ----------- | ---------- | ---------- | --------- | --------- | --------- | ---------- | ---------- | ---------- | -------- | ---- |
| 2015 | Carlin  | ESP FEA 8 | ESP SPR 4 | AUT FEA 2 | AUT SPR Ki | GBR FEA 18 | GBR SPR 23 | HUN FEA 8 | HUN SPR Ki | BEL FEA 4 | BEL SPR Ki  | ITA FEA Ki | ITA SPR 11 | RUS FEA 6 | RUS SPR 4 | BHR FEA 9 | BHR SPR 5  | UAE FEA 7  | UAE SPR 2  | 6.       | 88   |
| 2016 | Trident | ESP FEA 4 | ESP SPR 3 | AUT FEA 5 | AUT SPR 3  | GBR FEA 3  | GBR SPR 1  | HUN FEA 2 | HUN SPR 10 | GER FEA 1 | GER SPR 18† | BEL FEA 4  | BEL SPR 2  | ITA FEA 8 | ITA SPR 3 | MAL FEA 8 | MAL SPR Ki | UAE FEA 16 | UAE SPR 17 | 3.       | 157  |

### Teljes FIA Formula–2-es eredménysorozata
(Táblázat értelmezése)

(Félkövér: pole-pozícióból indult; dőlt: leggyorsabb kört futott) 

| Év   | Csapat                | 1          | 2          | 3          | 4          | 5          | 6          | 7          | 8          | 9         | 10        | 11         | 12         | 13         | 14         | 15        | 16         | 17         | 18         | 19          | 20         | 21          | 22         | 23        | 24        | Helyezés | Pont |
| ---- | --------------------- | ---------- | ---------- | ---------- | ---------- | ---------- | ---------- | ---------- | ---------- | --------- | --------- | ---------- | ---------- | ---------- | ---------- | --------- | ---------- | ---------- | ---------- | ----------- | ---------- | ----------- | ---------- | --------- | --------- | -------- | ---- |
| 2017 | Prema Racing          | BHR FEA 9  | BHR SPR 11 | ESP FEA 13 | ESP SPR Ki | MON FEA 11 | MON SPR 10 | AZE FEA Ki | AZE SPR 12 | AUT FEA 3 | AUT SPR 5 | GBR FEA 16 | GBR SPR 12 | HUN FEA Ki | HUN SPR 17 | BEL FEA 3 | BEL SPR 7  | ITA FEA 1  | ITA SPR 3  | JER FEA 3   | JER SPR 5  | UAE FEA Kiz | UAE SPR 11 |           |           | 8.       | 98   |
| 2018 | Charouz Racing System | BHR FEA 17 | BHR SPR 12 | AZE FEA 3  | AZE SPR Ni | ESP FEA 10 | ESP SPR 7  | MON FEA 8  | MON SPR 1  | FRA FEA 4 | FRA SPR 4 | AUT FEA 3  | AUT SPR 4  | GBR FEA 3  | GBR SPR Ki | HUN FEA 3 | HUN SPR 17 | BEL FEA 17 | BEL SPR 19 | ITA FEA Kiz | ITA SPR 10 | RUS FEA 6   | RUS SPR 9  | UAE FEA 7 | UAE FEA 1 | 7.       | 141  |

† A versenyt nem fejezte be, de helyezését értékelték, mert a versenytáv több, mint 90%-át teljesítette.

### Daytonai 24 órás autóverseny
| Év   | Csapat         | Csapattárs                                            | Autó                     | Kategória | Kör | Összetett Helyezés | Kategória Helyezés |
| ---- | -------------- | ----------------------------------------------------- | ------------------------ | --------- | --- | ------------------ | ------------------ |
| 2021 | Cetilar Racing | Andrea Belicchi Roberto Lacorte Giorgio Sernagiotto   | Dallara P217-Gibson      | LMP2      | 710 | 35.                | 6.                 |
| 2022 | Cetilar Racing | Alessio Rovera Roberto Lacorte Giorgio Sernagiotto    | Ferrari 488 GT3 Evo 2020 | GTD       | 652 | 43.                | 13.                |
| 2023 | Cetilar Racing | Alessandro Balzan Roberto Lacorte Giorgio Sernagiotto | Ferrari 296 GT3          | GTD       | 44  | Kiesett            | Kiesett            |
| 2024 | Cetilar Racing | Eddie Cheever III Roberto Lacorte Giorgio Sernagiotto | Ferrari 296 GT3          | GTD       | 722 | 32.                | 10.                |

### Le Mans-i 24 órás autóverseny
| Év   | Csapat             | Csapattárs                          | Autó                | Kategória | Kör | Összetett Helyezés | Kategória Helyezés |
| ---- | ------------------ | ----------------------------------- | ------------------- | --------- | --- | ------------------ | ------------------ |
| 2021 | Cetilar Racing     | Roberto Lacorte Giorgio Sernagiotto | Ferrari 488 GTE Evo | GTE Am    | 90  | Kiesett            | Kiesett            |
| 2022 | AF Corse           | Miguel Molina Davide Rigon          | Ferrari 488 GTE Evo | GTE Pro   | 349 | 30.                | 3.                 |
| 2023 | Ferrari – AF Corse | Miguel Molina Nicklas Nielsen       | Ferrari 499P        | Hypercar  | 337 | 5.                 | 5.                 |
| 2024 | Ferrari – AF Corse | Miguel Molina Nicklas Nielsen       | Ferrari 499P        | Hypercar  | 311 |                    | 1.                 |

### Teljes WEC eredménysorozata
(Táblázat értelmezése)

(Félkövér: pole-pozícióból indult; dőlt: leggyorsabb kört futott) 

| Év   | Csapat             | Osztály   | Kasztni             | Motor                         | 1     | 2     | 3      | 4      | 5     | 6     | 7     | 8   | Helyezés | Pont |
| ---- | ------------------ | --------- | ------------------- | ----------------------------- | ----- | ----- | ------ | ------ | ----- | ----- | ----- | --- | -------- | ---- |
| 2021 | Cetilar Racing     | LMGTE Am  | Ferrari 488 GTE Evo | Ferrari F154CB 3.9 L Turbo V8 | SPA 3 | ALG 1 | MNZ 10 | LMS Ki | BHR 9 | BHR 4 |       |     | 5.       | 75   |
| 2022 | AF Corse           | LMGTE Pro | Ferrari 488 GTE Evo | Ferrari F154CB 3.9 L Turbo V8 | SEB 6 | SPA 3 | LMS 3  | MNZ 2  | FUJ 2 | BHR 1 |       |     | 3.       | 131  |
| 2023 | Ferrari – AF Corse | Hypercar  | Ferrari 499P        | Ferrari 3.0 L Turbo V6        | SEB 3 | ALG 2 | SPA Ki | LMS 4  | MNZ 2 | FUJ 4 | BHR 3 |     | 3.       | 120  |
| 2024 | Ferrari – AF Corse | Hypercar  | Ferrari 499P        | Ferrari 3.0 L Turbo V6        | QAT   | IMO   | SPA    | LMS    | SÃO   | COA   | FUJ   | BHR | *        | *    |

* A szezon jelenleg is zajlik.